# Anhörungsrüge
Die Anhörungsrüge ist ein Rechtsbehelf im deutschen Prozessrecht, der es erlaubt, Verstöße einer Entscheidung gegen den Anspruch auf rechtliches Gehör (Art. 103 Abs. 1 GG) geltend zu machen, wenn gegen die Entscheidung ein fachgerichtliches Rechtsmittel oder ein anderer Rechtsbehelf nicht (mehr) gegeben ist.
Die Erhebung einer Anhörungsrüge ist in Hinblick auf das Subsidiaritätsprinzip vor Einlegung einer Verfassungsbeschwerde unbedingt erforderlich: Eine Verfassungsbeschwerde, mit der die Nichtgewährung rechtlichen Gehörs (Art. 103 Abs. 1 GG) gerügt werden soll, ist nur dann zulässig, „wenn gegen die angegriffene Entscheidung ein anderer Rechtsbehelf nicht gegeben ist und zuvor versucht wurde, durch Einlegung einer Anhörungsrüge (insbesondere § 321a ZPO, § 152a VwGO, § 178a SGG, § 78a ArbGG, § 44 FamFG, § 133a FGO, § 33a, § 356a StPO) bei dem zuständigen Fachgericht Abhilfe zu erreichen“.
Die Unterlassung einer statthaften Anhörungsrüge kann mangels Rechtswegerschöpfung auch zur Unzulässigkeit einer Verfassungsbeschwerde vor einem Landesverfassungsgericht führen, wenn die sonstigen Grundrechtsrügen inhaltlich über die erhobene Rüge der Verletzung des rechtlichen Gehörs nicht hinausgehen.

## Zivilprozessrecht
Im Zivilprozessrecht ist die Anhörungsrüge in § 321a ZPO geregelt und wurde durch Gesetz vom 9. Dezember 2004 mit Wirkung ab 1. Januar 2005 neu gestaltet. Hintergrund der Neuregelung war die Entscheidung des Bundesverfassungsgerichts vom 30. April 2003, nach welcher wegen des Grundsatzes der Subsidiarität der Verfassungsbeschwerde der Schutz gegen Verletzungen des rechtlichen Gehörs in erster Linie durch die Fachgerichte selbst erfolgen müsse, hierzu müssten entsprechende Rechtsbehelfe im Gesetz vorgesehen werden.
Die Bezeichnung ergibt sich nicht aus der Paragraphenüberschrift oder dem Gesetzestext (§ 321a ZPO spricht nur von „Rüge“), allerdings trägt das Gesetz vom 9. Dezember 2004 den Kurztitel „Anhörungsrügengesetz“. In der Literatur ist auch der Ausdruck „Gehörsrüge“ im Gebrauch, der den Bezug zum Anspruch auf rechtliches Gehör verdeutlicht.

## Voraussetzungen des Rügeverfahrens

### Statthaftigkeit
Das Urteil oder die instanzabschließende Entscheidung (auch Beschlüsse) muss unanfechtbar sein. Andernfalls lässt sich der mögliche Verstoß gegen die Gewährung rechtlichen Gehörs im regulär statthaften Rechtsmittel vorbringen, so dass es einer Gehörsrüge in diesen Fällen nicht bedarf.

### Verletzung des Anspruchs auf rechtliches Gehör
Der Anspruch der beschwerten Partei setzt einen Verstoß gegen Art. 103 Abs. 1 GG voraus; hierbei ist zu beachten, dass der zivilprozessuale Begriff des rechtlichen Gehörs grundsätzlich weiter als der verfassungsgerichtliche Begriff zu fassen ist.

### Entscheidungserheblichkeit
Der Gehörsverstoß muss sich auf das Ergebnis der Entscheidung ausgewirkt haben. Das ist dann der Fall, wenn die Entscheidung nicht ausschließbar bei Gehörsgewährung anders ausgefallen wäre.

### Form der Rügeschrift
Der bestimmende Schriftsatz muss
- die angegriffene Entscheidung bezeichnen
- substantiiert eine Gehörsverletzung darlegen[5]
- und angeben, inwiefern sich diese auf das Ergebnis der Entscheidung ausgewirkt hat.

### Frist
Die Rüge ist innerhalb einer Notfrist von zwei Wochen (im Strafverfahren gemäß § 356 a StPO binnen einer Woche) nach Kenntnis von der Verletzung rechtlichen Gehörs schriftlich bei dem Gericht, dessen Entscheidung angegriffen wird, zu erheben; der Zeitpunkt der Kenntniserlangung ist glaubhaft zu machen. Bei der Anhörungsrüge gem. § 33a StPO ist eine Frist nicht vorgesehen.

### Adressat und Form
Die Rüge ist bei dem Gericht, das den Gehörsanspruch verletzt haben soll, schriftlich einzureichen. Herrscht dort Anwaltszwang, muss die Rügeschrift durch einen Rechtsanwalt eingereicht werden. Die Beschwerde ist unzulässig, wenn der Beschwerdeführer in einer Zivilsache beim BGH eine Anhörungsrüge selbst, also ohne Einschaltung eines beim BGH zugelassenen Rechtsanwalts, anbringt.

## Begründetheit der Rüge
Ist die Rüge begründet, wurde also das rechtliche Gehör verletzt, wird das Verfahren in die Lage zurückversetzt, in der es sich vor der Entscheidung befand. Anderenfalls wird die Rüge durch unanfechtbaren Beschluss verworfen oder zurückgewiesen.

## Abgrenzung zur Gegenvorstellung
Umstritten war, ob neben der Anhörungsrüge auch eine Gegenvorstellung erhoben werden kann. Die Frage war, ob das neue Rechtsinstitut die bisher von der Rechtsprechung anerkannte Gegenvorstellung gegen nicht mehr anfechtbare gerichtliche Entscheidungen verdrängt oder ob neben der Anhörungsrüge auch die Gegenvorstellung wegen schwerwiegender formeller oder materieller Rechtsfehler weiterhin möglich ist.
Bis vor geraumer Zeit wurde insoweit die Auffassung vertreten, dass spätestens mit Einführung der Anhörungsrüge kein Raum mehr für die Zulässigkeit einer Gegenvorstellung sei. Dabei wurde jedoch verkannt, dass mit der Anhörungsrüge ausschließlich die Verletzung des Anspruchs auf rechtliches Gehör geltend gemacht werden kann. Anderweitige prozessuale oder materiell rechtliche Mängel wie auch sonstige unbeabsichtigte Unzulänglichkeiten einer auf anderem Wege nicht mehr anfechtbaren Entscheidung können mit diesem Rechtsbehelf nicht korrigiert werden. Daher hat das Bundesverfassungsgericht entschieden, dass solche nicht (allein) auf der Verletzung des Anspruchs auf rechtliches Gehör beruhende Fehler einer Entscheidung nach wie vor von dem Spruchkörper auf die Erhebung einer Gegenvorstellung hin behoben werden können.

## Andere Verfahrensordnungen
Ähnliche Regelungen gibt es auch für den Strafprozess (§ 33a und § 356a StPO), den Prozess vor den Arbeitsgerichten (§ 78a ArbGG), den Prozess vor den Verwaltungsgerichten (§ 152a VwGO), den Prozess vor den Sozialgerichten (§ 178a SGG), den Prozess vor den Finanzgerichten (§ 133a FGO) und in den Verfahren in Familiensachen und der Freiwilligen Gerichtsbarkeit (§ 44 FamFG).